# Johann Peter Friedrich Ancillon
Johann Peter Friedrich Ancillon (Berlim, 30 de abril de 1767 – Berlim, 19 de abril de 1837) foi um religioso prussiano. Sendo pastor protestante e preceptor de Frederico Guilherme IV, realizou estudos políticos voltados para a manutenção da ordem internacional estabelecida pelo príncipe de Metternich.